# Оверн-Рона-Алпи
Оверн-Рона-Алпи (на френски: Auvergne-Rhône-Alpes) е регион в източна Франция. Граничи с Швейцария и Италия на изток, с регионите Прованс-Алпи-Лазурен бряг и Окситания на юг, с Нова Аквитания на запад, с Център-Вал дьо Лоар на северозапад и с Бургундия-Франш Конте на север. Административен център е Лион. Образуван е през 2016 година след сливането на дотогавашните региони Оверн и Рона-Алпи.